# Il labirinto del Grizzly
Il labirinto del Grizzly (Into the Grizzly Maze) è un film del 2015 diretto da David Hackl.

## Trama
Nelle profonde foreste dell'Alaska, in un luogo noto come il labirinto dei Grizzly (poiché si dice che anche i grizzly si perdano in esso), i fratelli Beckett e Rowan Moore incontrano un orso grizzly, ma riescono a salvarsi. Anni dopo, i fratelli si sono allontanati: Beckett è diventato uno sceriffo locale, mentre Rowan è un ex detenuto. Tornato a casa in Alaska, Rowan incontra la vecchia amica Mary Cadillac, che gli dà delle provviste e gli chiede di trovare suo marito Johnny. Nel frattempo, tre bracconieri vengono massacrati dallo stesso orso che i fratelli avevano incontrato anni prima.
In un bar, Rowan incontra Amber, e in seguito vanno insieme in una stanza di motel. Tuttavia, Rowan caccia Amber quando scopre che è una prostituta. Amber viene aggredita dal suo fidanzato Franco, che inizia a litigare con Rowan. Poco dopo, Rowan vede Beckett per la prima volta dopo il suo rilascio dalla prigione; Beckett rivela di aver sposato una fotografa naturalista e ambientalista sordomuta di nome Michelle. Rowan rivela di essere tornato per andare nel labirinto dei grizzly e rendere omaggio al padre. Nel frattempo, nel bosco, due boscaioli abusivi e il loro cane vengono uccisi dall'orso.
Dopo che i fratelli hanno visitato la tomba della madre, Beckett riceve una chiamata radio sulle morti. Seguendo una mappa, Rowan si imbatte in un'auto di proprietà di Johnny Cadillac. Mentre Beckett indaga sull'incidente del disboscamento, il cacciatore e macellaio Douglas arriva e dice loro che l'orso che ha ucciso i taglialegna è un esemplare intelligente. Mentre Douglas offre il suo aiuto per rintracciarlo, Beckett, accompagnato dall'ex fidanzata di Rowan, Kaley, esce nel labirinto per trovare Rowan e Michelle, che erano scomparsi.
Michelle si ritrova faccia a faccia con l'orso, ma nel farlo, rimane intrappolata in una trappola da lei predisposta. L'arrivo tempestivo di Rowan che spaventa l'orso la salva. Sully fa visita a Douglas, che ancora una volta lo informa che questo orso sta esibendo la sua ira a causa del bracconaggio e del disboscamento, anziché soddisfare la sua fame o stabilire il suo territorio. Quando Zoe, una delle assistente di Sully, trova l'auto abbandonata, viene uccisa dall'orso. Dopo che Douglas accetta di cacciare e uccidere l'orso, Sully e Jerry indagano sull'auto. Beckett e Kaley incontrano Michelle e Rowan.
Michelle e Beckett guardano un'immagine satellitare dei loro orsi taggati e ipotizzano che stiano scappando a causa dell'orso più grande. Durante la notte Kaley viene attaccata dall'orso e Rowan e Beckett cercano di sparargli, l'orso scappa via. Mentre l'orso continua a seguire il gruppo, Michelle cade in una carcassa di alce morta, solo per scoprire che è una zona di uccisione piena di alci morti. Il gruppo decide di attraversare il labirinto nella speranza di seminare l'orso. Sully va a prendere il gruppo in barca. Il gruppo incontra Douglas in piedi sopra uno degli orsi con collare di Beckett e Michelle. Inizialmente credendo che l'avesse ucciso, una registrazione video mostra che l'orso con collare è stato attaccato dall'orso più grande.
Separandosi da Douglas, il gruppo incontra di nuovo l'orso e Kaley rimane ferita a un gamba dopo che un ramo gli si è conficcato nella gamba a causa di una scivolata. Giunta la notte, il gruppo trova il capanno dei bracconieri, dove scoprono che Johnny è morto. Mentre si accampano per la notte, Rowan spiega a Kaley perché era finito in prigione: Rowan è andato da Johnny per vendere droga in cambio di denaro che gli serviva per la madre gravemente malata. Essendo una guida per Johnny e il suo spacciatore, Rowan ha portato i due nel labirinto. Durante uno scambio, Rowan e i due sono stati scoperti dai poliziotti statali. Tuttavia, Rowan ha notato che un ranger era ferito e stava per essere ucciso da qualcun altro, ma Rowan ha salvato il ranger, finendo tuttavia in prigione e senza i soldi sufficienti a pagare le cure per la madre. Beckett, che ha sentito tutto, decide di perdonare il fratello, promettendogli di non abbandonarlo più.
Mentre Sully arriva con la sua barca, Douglas spara all'orso, e Rowan e Beckett non lo trovano credendo che sia morto. Rowan resta indietro per distrarre l'orso mentre Beckett porta le ragazze alla barca. Rowan riesce a farsi inseguire dall'orso. Dopo che Michelle si è separata dal gruppo a causa della nebbia, l'orso la mette all'angolo, e Douglas viene ucciso dall'orso. Il trio riesce a raggiungere la barca e viene incontrato da Sully, che rivela di aver lasciato liberi dei bracconieri nel labirinto. L'orso arriva e uccide Sully. Mentre Rowan e Beckett combattono l'orso, Beckett versa benzina attorno all'orso e incendia il cerchio, sperando di intrappolarlo. Tuttavia, l'orso corre attraverso le fiamme e abbatte la barca. Per proteggere il gruppo, Rowan uccide l'orso trafiggendolo alla gugolare con il vecchio coltello da caccia datogli da Beckett e il gruppo lascia il labirinto.

## Produzione
Il 19 gennaio 2012, James Marsden, Thomas Jane e Billy Bob Thornton si unirono al cast del thriller, allora intitolato Red Machine. Più tardi quel mese, anche Piper Perabo si unì al cast del film per interpretare il ruolo della fidanzata di Jane. Secondo Deadline Hollywood, le riprese iniziarono a Vancouver, nella Columbia Britannica, in Canada, nel febbraio 2012. I produttori sono Tai Duncan, Hadeel Reda e Paul Schiff.
Il 2 febbraio 2012, sono stati aggiunti altri membri del cast, tra cui Scott Glenn, Adam Beach, Michaela McManus e Kelly Curran. Anche l'attore Bart the Bear 2 è stato assunto come co-protagonista. Proveniva da Heber City, nello Utah, nella Wasatch Rocky Mountain Wildlife. Il 27 febbraio 2013, Open Road Films ha acquisito i diritti di distribuzione del film. Open Road ha anche cambiato il titolo del film da Red Machine a Endangered.

## Distribuzione
Dopo che Open Road Films acquisì i diritti di distribuzione del film, lo studio abbandonò il progetto e Vertical Entertainment e Destination Films acquisirono invece i diritti di distribuzione e distribuirono il film in video on demand il 19 maggio 2015, prima di un'uscita limitata il 26 giugno 2015. 

## Accoglienza
Sul sito web aggregatore di recensioni Rotten Tomatoes, il film ha un indice di gradimento del 36% basato su 11 recensioni, con una valutazione media di 4,5/10. Il film ha un punteggio del 43% su Metacritic su 4 recensioni, indicando recensioni "miste o nella media".